# 格雷鎮區 (北達科他州卡弗利爾縣)
格雷鎮區（英語：Grey Township）是位於美國北達科他州卡弗利爾縣的一個鎮區。

## 地方資料
格雷鎮區的面積為93.54平方千米，當中陸地面積為91.95平方千米，而水域面積為1.59平方千米。根據2020年美國人口普查的數據，當地共有人口23人，而人口密度為每平方千米0.25人。